# Качулат малимбус
Качулат малимбус (Malimbus malimbicus) е вид птица от семейство Ploceidae.

## Разпространение
Видът е разпространен в Ангола, Габон, Гана, Гвинея, Екваториална Гвинея, Камерун, Република Конго, Демократична република Конго, Кот д'Ивоар, Либерия, Мали, Нигерия, Сиера Леоне, Того, Уганда и Централноафриканската република.